# Saltos del Guairá (Paraguai)

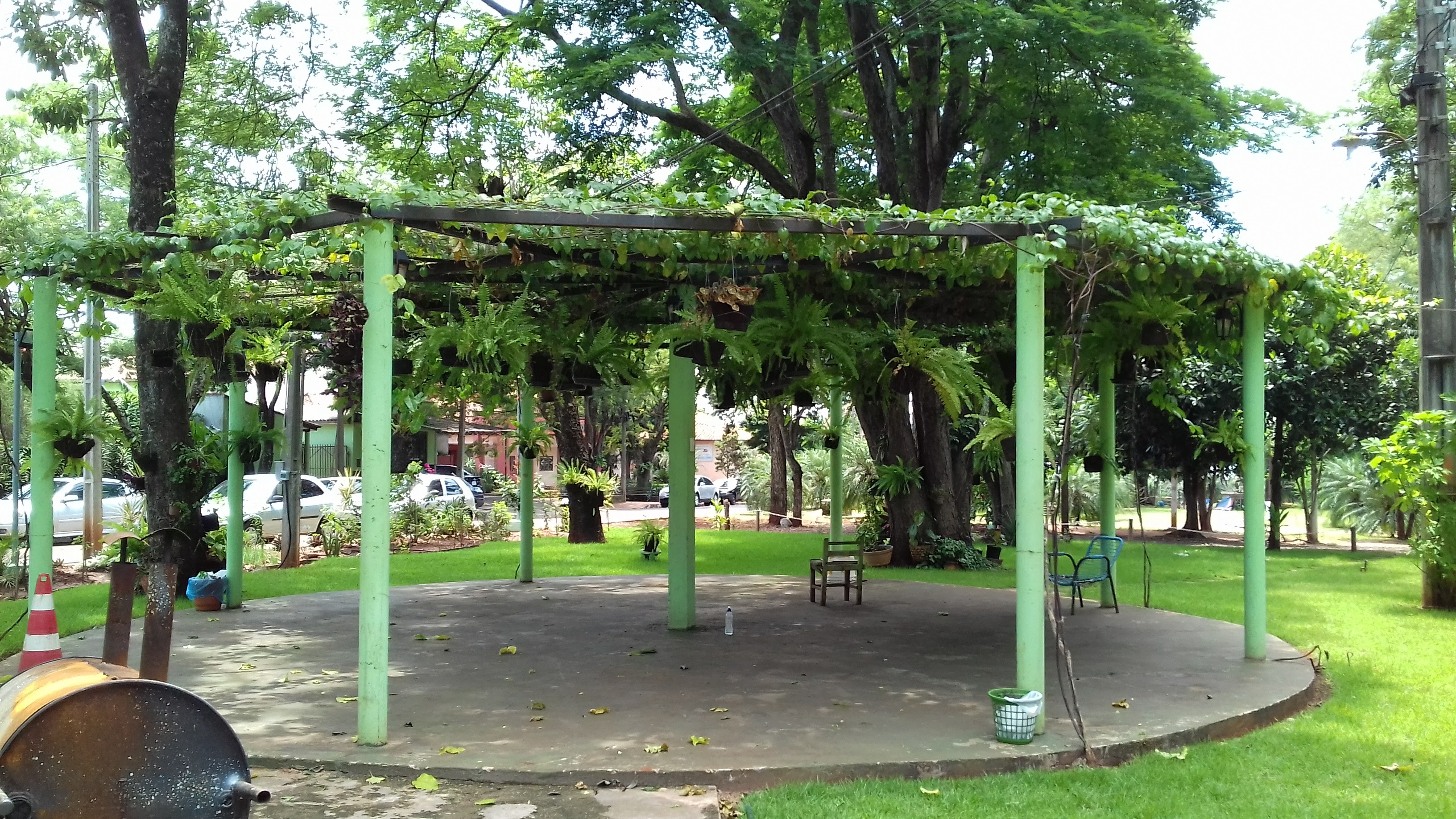
Praça em Saltos del Guairá.

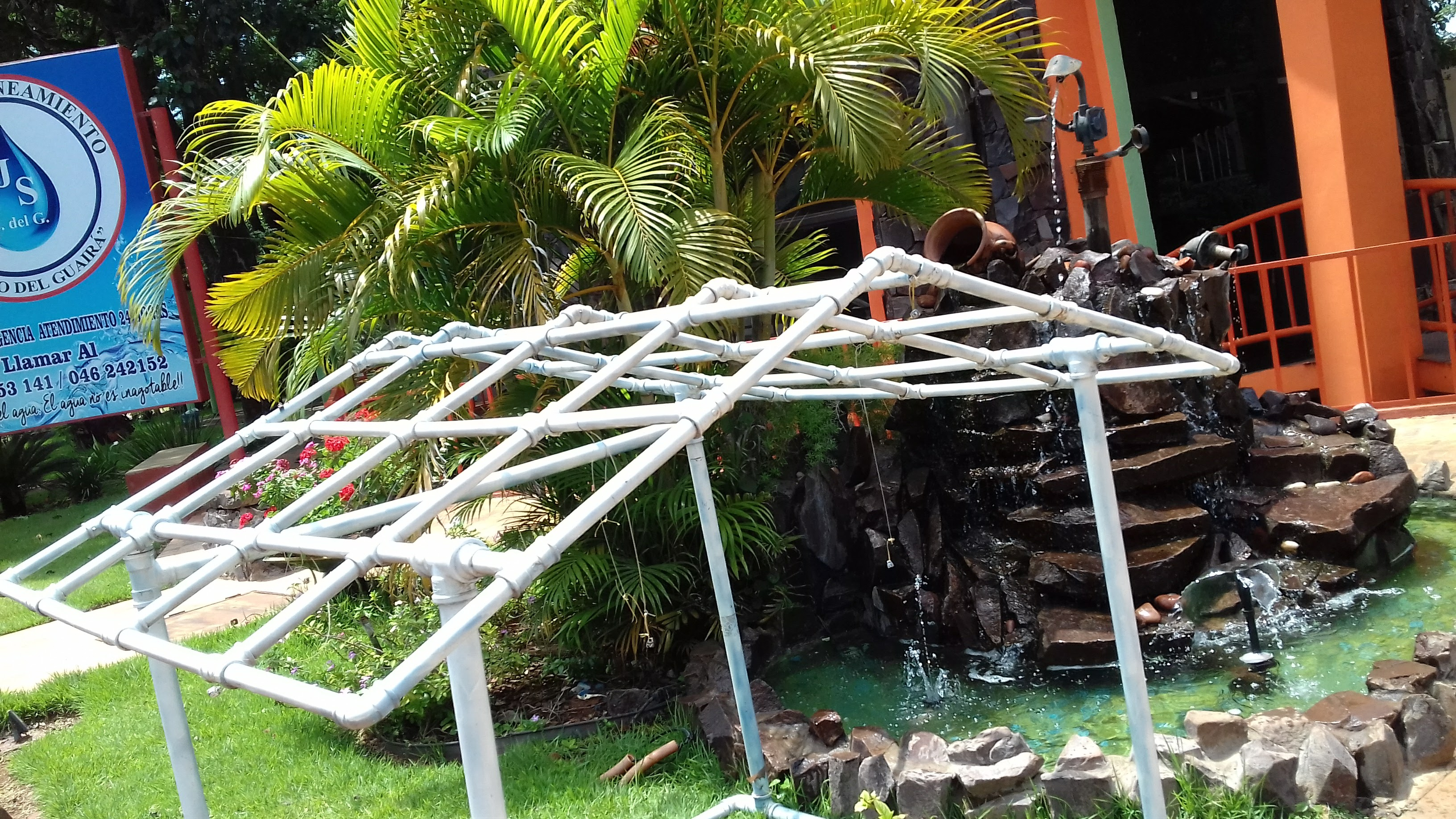
Fonte de água em praça, em Saltos del Guairá.

Saltos del Guairá é uma cidade do Paraguai, sede da governadoria do departamento de Departamento Canindeyú.

## Generalidades
O rio Paraná marca a divisa de Saltos del Guairá com Guaíra (Paraná). Também há uma fronteira terrestre com Mundo Novo, estado de Mato Grosso do Sul, no Brasil.
Saltos está em constante desenvolvimento e crescimento. Construções de novos shoppings, galerias e salas comerciais são visíveis ao longo do centro comercial. A cidade vem experimentando um desenvolvimento vertiginoso na última década, multiplicando seus imóveis comerciais em aproximadamente 200%
A cidade é polo turístico de compras, torna-se cada vez mais conhecida e bem estruturada para receber os compradores estrangeiros, esses por sua vez são formados mais por famílias, ou grupos de amigos, o que os diferenciam dos populares "sacoleiros" de Ciudad del Este. O comércio em geral funciona diariamente, das 8h00 às 18h00 e domingos até as 13h00.

## História
O município foi fundado em 29 de julho de 1963 por António Velasquéz.
Em 30 de Julho de 1973, o Poder Executivo do Paraguai promulgou a lei 390, que criou o Distrito de Salto del Guairá, um município de terceira categoria, desligando esse território do Distrito de Hernandarias. Parte dos territórios dos distritos de Caaguazú e Alto Paraná são aglutinados pelo recém-formado Distrito de Salto del Guairá (Salto do Guairá), que agora abrange toda a área ao norte do Rio Itambey.
Em 29 de maio de 1974, a prefeitura (intendencia) local solicitou que o distrito fosse elevado à primeira categoria, conforme as disposições legais com a legislação aplicável, por reunir os requisitos necessários para o efeito. Assim, em 2 de julho desse mesmo ano, sob o decreto-lei 7.131, Salto del Guairá foi elevada à categoria de município de primeira categoria, tornando-se Capital do Departamento de Canindeyú.

Em 2023 alteram o nome de "Salto del Guairá" para Saltos del Guairá.

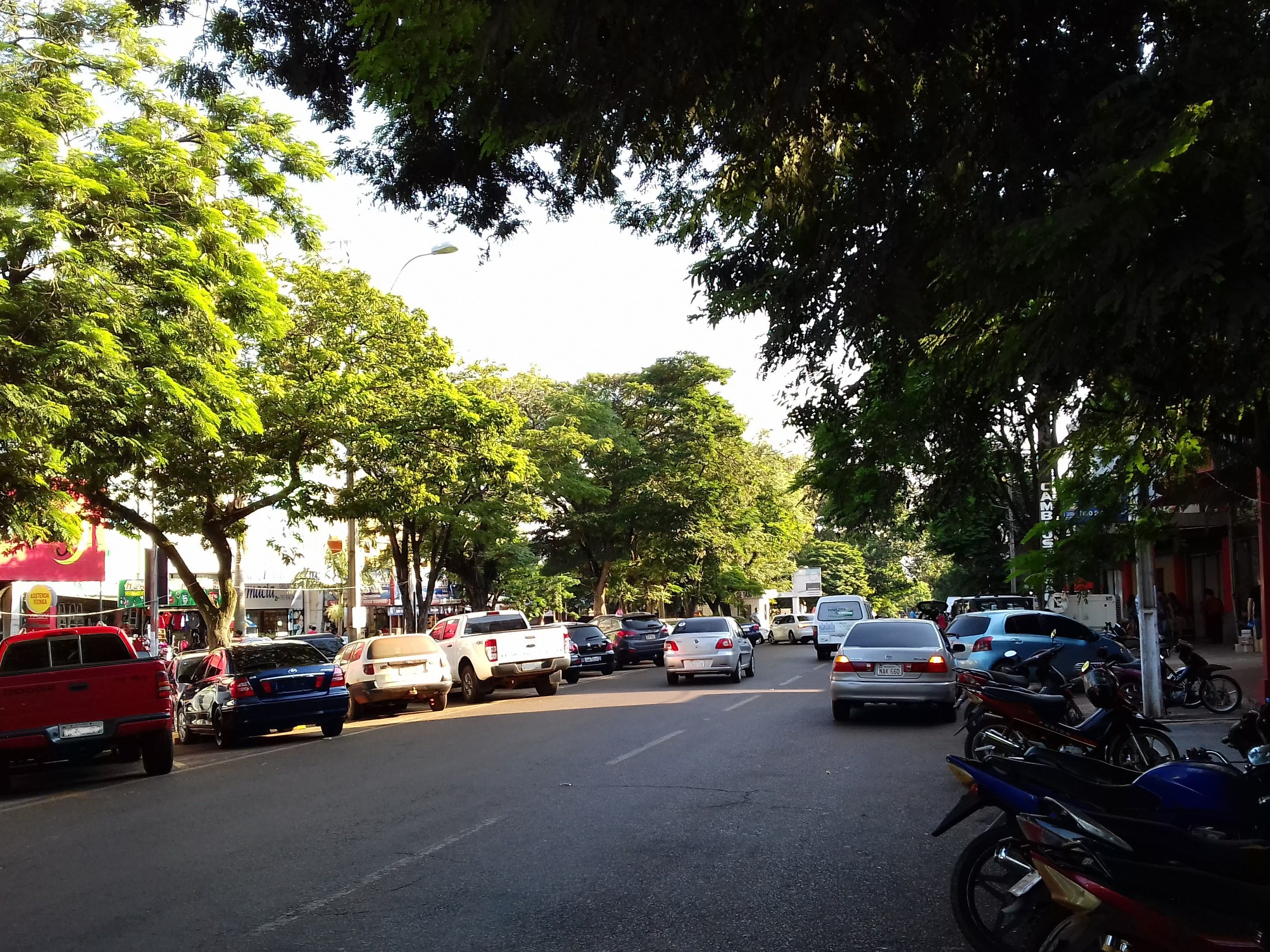
Avenida em Salto do Guairá.

## Geografia
De acordo com os dados do Instituto Nacional de Estatística do Paraguai, a população de Saltos del Guairá, uma cidade localizada no departamento de Canindeyú, era de 23.536 habitantes em 2021. No entanto, é importante ter em mente que esse número pode variar ao longo do tempo devido a fatores como a migração e o crescimento demográfico.
A densidade populacional de Saltos del Guairá é de aproximadamente 21,7 habitantes por quilômetro quadrado. É importante lembrar que esta é uma estimativa e que a densidade populacional real pode variar dependendo dos limites precisos da área considerada.
O município de Saltos del Guairá é servido pela seguinte rodovia:
- Ruta 10, que liga o município a cidade de Villa del Rosario (Departamento de San Pedro)[1][2][3]

## Cidades-irmãs
- Guaíra, Paraná, Brasil.
- Mundo Novo, Mato Grosso do Sul, Brasil.
- La Paloma, Canindeyú, Paraguay.